# Pielești
Pieleşti es una comuna ubicada en el distrito de Dolj, Rumania.

## Superficie
Posee una superficie de 65,60 kilómetros cuadrados.

## Demografía
Hasta 2021 la población era de 4666 habitantes, con una densidad de población de 71,13 habitantes por kilómetro cuadrado.